# اسکارمانیو
اسکارمانیو (به ایتالیایی: Scarmagno) یک کومونه در ایتالیا است که در استان تورین واقع شده‌است.

## خصوصیات
اسکارمانیو ۸٫۰ کیلومترمربع مساحت و ۸۱۱ نفر جمعیت دارد و ۲۷۸ متر بالاتر از سطح دریا واقع شده‌است.